# Жан Деланнуа
Жан Деланнуа́ (фр. Jean Delannoy, 12 січня, 1908, Нуазі-ле-Сек, Іль-де-Франс — 17 червня 2008, Ґенвіль, Ер і Луар) — французький актор, кінорежисер, сценарист.

## Біографія
Жан Деланнуа народився 12 січня 1908 року в передмісті Парижа, містечку Нуазі-ле-Сек, Іль-де-Франс, Франція в родині протестантів-гугенотів, вихідців з Верхньої Нормандії (північ Франції).
Ще будучи студентом у Парижі, Жан Деланнуа зацікавився кіно, зокрема знімався у картинах німого кіно. Отримавши роботу у паризькому офісі Paramount Studios Ж. Деланнуа, він почав кінокар'єру як монтажер.
Свій перший фільм «Париж-Довіль» (фр. Paris-Deauville) він зняв у 1933 році, з чого почалася його тривале (понад 60 років) життя у кіно.
Широку популярність принесли Деланнуа екранізації класичних літературних творів.
У 1943 році разом з Жаном Кокто він зняв стрічку «Вічне повернення» (фр. L'eternel retour), яка розповідає історію Трістана й Ізольди. Головні ролі зіграли Жан Маре та Мадлен Солонь.
У 1946 році Жан Деланнуа отримав Золоту пальмову гілку Каннського кінофестивалю за фільм «Пасторальна симфонія».
Серед інших робіт, критики відзначають «Собор Паризької Богоматері» (фр. Notre-Dame de Paris, 1956 рік) з Ентоні Квінном і Джиною Лоллобриджідою. Він також зняв кілька повнометражних фільмів за творами Жана-Поля Сартра.
У 1960 році фільм Деланнуа «Меґре ставить пастку» (фр. Maigret tend un piège) номінувався на премію BAFTA Британської академії телебачення і кіномистецтва.
У 1970-80-і роки Ж. Деланнуа працював на телебаченні, виступаючи постановником і сценаристом телесеріалів історичної тематики.
Деланнуа займав високе становище у французькій індустрії кіно: якийсь час він очолював Асоціацію кінематографістів і Школу кіно. Незважаючи на всі заслуги, Деланнуа зазнавав критики з боку режисерів «Нової хвилі» — Годара, Трюффо і Шаброля, які звинувачували його в надмірному академізмі.
Як визнання заслуг перед кіномистецтвом і за тривалу плідну діяльність у царині французького кіно Жана Деланнуа було нагороджено премією «Сезар» у 1986 році.
Останній свій фільм «Марія з Назарету» (фр. Marie de Nazareth) Деланнуа зняв у 1995 році.
Про смерть Жана Деланнуа повідомила 19 червня радіостанція Франс-Інфо з посиланням на родичів режисера. Режисер помер у віці ста років у себе дома в місті Ґенвіль (департамент Ер і Луар, на півночі центральної частини Франції).

## Фільмографія
Усього за свою режисерську кар'єру Жан Деланнуа створив близько 40 кінострічок:
| Рік  | Назва українською                   | Назва мовою оригіналу             | Примітки        |
| ---- | ----------------------------------- | --------------------------------- | --------------- |
| 1933 | Париж-Довіль                        | Paris-Deauville                   |                 |
| 1937 | Золота венера                       | La Vénus de l'or                  |                 |
| 1941 | Чорний діамант                      | Le Diamant noir                   | також сценарист |
| 1942 | Макао, полум'яне пекло              | Macao, l'enfer du jeu             |                 |
| 1942 | Нічний вбивця                       | L'Assassin a peur la nuit         |                 |
| 1943 | Вічне повернення                    | L'eternel retour                  |                 |
| 1946 | Пасторальна симфонія                | La symphonie pastorale            |                 |
| 1947 | Ставки зроблено                     | Les jeux sont faits               | також сценарист |
| 1948 |                                     | Aux yeux du souvenir              | також сценарист |
| 1949 | Таємниця Майєрлінґа                 | Le Secret de Mayerling            |                 |
| 1951 | Дикун                               | Le Garçon sauvage                 |                 |
| 1952 | Хвилина істини                      | La Minute de vérité               | також сценарист |
| 1953 | Шлях Наполеона                      | La Route Napoléon                 | також сценарист |
| 1954 | Ліжко                               | Il Letto                          | також сценарист |
| 1954 |                                     | Destinées                         |                 |
| 1954 | Одержимість                         | Obsession                         | також сценарист |
| 1955 |                                     | Chiens perdus sans collier        |                 |
| 1956 | Марія Антуанетта — королева Франції | Marie-Antoinette reine de France  | також сценарист |
| 1956 | Собор Паризької Богоматері          | Notre-Dame de Paris               |                 |
| 1958 | Мегре ставить пастку                | Maigret tend un piège             | також сценарист |
| 1959 | Жінжетта                            | Guinguette                        |                 |
| 1959 | Мегре і справа Сен-Фіакр            | Maigret et l'affaire Saint-Fiacre | також сценарист |
| 1960 |                                     | Le Baron de l'écluse              | також сценарист |
| 1960 | Француженка і кохання               | La Française et l'amour           |                 |
| 1960 | Принцеса Клеві                      | La Princesse de Clèves            | також сценарист |
| 1961 | Рандеву                             | Le Rendez-vous                    | також сценарист |
| 1964 | Особлива дружба                     | Les Amitiés particulières         |                 |
| 1965 | Мажордом                            | Le Majordome                      |                 |
| 1966 | Султани                             | Les Sultans                       | також сценарист |
| 1966 | Двоспальне ліжко                    | Le Lit à deux places              | також сценарист |
| 1967 | Ви не все сказали, мосьє Фарран     | Le Soleil des voyous              | також сценарист |
| 1967 | Імперська Венера                    | Venere imperiale                  | також сценарист |
| 1970 | Людина-торпеда                      | La Peau de Torpedo                | також сценарист |
| 1972 |                                     | Pas folle la guêpe                |                 |
| 1987 | Бернадетта                          | Bernadette                        | також сценарист |
| 1989 | Пристрасті Бернадетти               | La Passion de Bernadette          | також сценарист |
| 1995 | Марія з Назарету                    | Marie de Nazareth                 | також сценарист |

## Виноски
1. ↑  https://www.landrucimetieres.fr/spip/spip.php?article1518
2. ↑  У віці 100 років помер французький режисер Жан Деланнуа — на Корреспондент.нет